# Sonia Almarcha
Sonia Almarcha (Pinoso, Alicante, 28 de abril de 1972) es una actriz española de cine, teatro y televisión, conocida por su participación en La soledad o El buen patrón. Por esta última resultó nominada al Premio Goya a la mejor interpretación femenina de reparto.

## Filmografía seleccionada

### Cine
| Año  | Película                  | Director                | Personaje       |
| ---- | ------------------------- | ----------------------- | --------------- |
| 2000 | Las razones de mis amigos | Gerardo Herrero         | María Luisa     |
| 2007 | La soledad                | Jaime Rosales           | Adela           |
| 2010 | El dios de madera         | Vicente Molina Foix     | Amelia          |
| 2010 | Amador                    | Fernando León de Aranoa | Yolanda         |
| 2012 | Orson West                | Fran Ruvira             | Sonia           |
| 2016 | La puerta abierta         | Marina Seresesky        | Juana           |
| 2017 | Amar                      | Esteban Crespo          | Madre de Carlos |
| 2018 | El reino                  | Rodrigo Sorogoyen       | Susana          |
| 2019 | La inocencia              | Lucía Alemany           | Remedios        |
| 2019 | Lo nunca visto            | Mariana Seresesky       | Puri            |
| 2021 | El buen patrón            | Fernando León de Aranoa | Adela           |

### Televisión
| Año         | Serie                     | Personaje         | Cadena                  | Notas         |
| 1996        | ¡Ay, Señor, Señor!        | Chica 1           | Antena 3                | 1 episodio    |
| 1998        | Señor Alcalde             | Paloma            | Telecinco               | 1 episodio    |
| 1998        | La vida en el aire        | Lola              | La 2                    | 1 episodio    |
| 1998        | Quítate tú pa' ponerme yo | Estíbaliz         | Telecinco               | 13 episodios  |
| 2000        | Manos a la obra           | Sarita            | Antena 3                | 2 episodios   |
| 2001        | Abogados                  | Eva Rovira        | Telecinco               | 4 episodios   |
| 2002        | Hospital Central          | Carmen            | Telecinco               | 1 episodio    |
| 2012 - 2013 | El don de Alba            | Luna              | Telecinco               | 5 episodios   |
| 2014        | Hermanos                  | Jimena Olmedo     | Telecinco               | 6 episodios   |
| 2015 - 2016 | Vis a vis                 | Lidia Osborne     | Antena 3                | 7 episodios   |
| 2016        | El Ministerio del Tiempo  | Sor Azucena       | La 1                    | 1 episodio    |
| 2017 - 2018 | Amar es para siempre      | Matilde Velázquez | Antena 3                | 256 episodios |
| 2018        | 14 de abril. La República | Natalia           | La 1                    | 2 episodios   |
| 2020        | Caronte                   | Pilar             | Prime Video / Cuatro    | 3 episodios   |
| 2020        | Desaparecidos             | Carlota           | Prime Video / Telecinco | 1 episodio    |
| 2021        | Reyes de la noche         | Almudena Ocaña    | Movistar+               | 6 episodios   |
| 2022        | Heridas                   | Olga Escudero     | Atresplayer             | 13 episodios  |
| 2022        | La ruta                   | Carmen            | Atresplayer             | 8 episodios   |
| 2023        | Días mejores              | Maite             | Prime Video             | 4 episodios   |
| 2024        | La ley del mar            | Pepi Irles        | TVE / À Punt            | 3 episodios   |

## Premios y nominaciones

### Premios Goya
| Año  | Categoría                                | Película       | Resultado |
| ---- | ---------------------------------------- | -------------- | --------- |
| 2021 | Mejor interpretación femenina de reparto | El buen patrón | Nominada  |

### Premios de la Unión de Actores
| Año  | Categoría                         | Película       | Resultado |
| ---- | --------------------------------- | -------------- | --------- |
| 2022 | Mejor actriz secundaria en cine   | El buen patrón | Ganadora  |
| 2019 | Mejor actriz de reparto en cine   | El reino       | Nominada  |
| 2013 | Mejor actriz protagonista de cine | Orson West     | Nominada  |
| 2008 | Mejor actriz revelación           | La soledad     | Ganadora  |

### Medallas del Círculo de Escritores Cinematográficos
| Año  | Categoría               | Película       | Resultado |
| ---- | ----------------------- | -------------- | --------- |
| 2021 | Mejor actriz secundaria | El buen patrón | Nominada  |